# St. Kilian (Berolzheim)
Die römisch-katholische Pfarrkirche St. Kilian in Berolzheim, einem Gemeindeteil von Ahorn im Main-Tauber-Kreis, wurde in der Mitte des 19. Jahrhunderts errichtet und ist dem heiligen Kilian geweiht.

## Geschichte
Die Kirche St. Kilian wurde im Jahre 1844 durch Baumeister Brenner erbaut.
Die Berolzheim Kilianskirche gehört somit zur Seelsorgeeinheit Boxberg-Ahorn, die dem Dekanat Tauberbischofsheim des Erzbistums Freiburg zugeordnet ist.

## Kirchenbau und Ausstattung
Es handelt sich um einen Saalbau im Rundbogenstil mit Eingangsturm. Daneben befindet sich an der Kirche noch eine barocke Ölberggruppe aus Sandstein.
Die Kirche verfügt über ein vierstimmiges Geläut der Gießerei Grüninger aus den Jahren 1925 und 1949. Es handelt sich um einen Stahlglockenstuhl auf zwei Etagen. In den Uhrschlag sind die Glocken 2, 3 und 4 integriert.
Auf dem Vorplatz der Kilianskirche befindet sich ein Kriegerdenkmal für die Gefallenen des Ortes im Ersten und Zweiten Weltkrieg.